# Mighty Mouse (ракета)
Mighty Mouse ([ˈˈmaɪt̬i maʊs] — «Майти-маус», с англ. — «могучая мышь», флотский индекс — Mk 4) — американская неуправляемая авиационная ракета. Предназначалась для обороны и нападения в воздушном бою, а также для применения по наземным или надводным целям. Была разработана Испытательной станцией вооружения флота Главного управления вооружения ВМС США в Чайна-Лейк и Иниокерне, штат Калифорния совместно с компанией North American Aviation. Состояла на вооружении палубной авиации ВМС, а также истребительно-бомбардировочной авиации ВВС. Своё название ракета получила благодаря одноимённому персонажу американских мультфильмов.

## История
Ракеты «Майти-маус» были разработаны в конце 1940-х годов для применения как в качестве «воздух-воздух», так и «воздух-поверхность». С тех пор американской промышленностью было выпущено много миллионов штук ракет такого типа и созданных на их основе аналогов. 

## Задействованные структуры
В производстве различных компонентов ракет и пусковых устройств участвовали заводы и фабрики следующих компаний:
Орудийные блоки
- Reynolds Metals, Финикс, Аризона.

Боевая часть
- Heintz Manufacturing Co., Филадельфия, Пенсильвания;
- Tecumseh Products Co., Текумсе, Мичиган;
- Youngstown Kitchens, Уоррен, Огайо;
- American Radiator, Норвуд, Массачусетс;
- Houdaille Industries, Inc., Буффало, Нью-Йорк;
- Cottrell & Sons Co., Уэстерли, Род-Айленд;
- Hubeny Bros., Inc., Розелл, Нью-Джерси.

Двигатель
- Hycon Manufacturing Co., Монровия, Калифорния;
- Tecumseh Products Co., Текумсе, Мичиган;
- McCord Corp., Детройт, Мичиган;
- Landers, Frary & Clark, Нью-Бритен, Коннектикут.

## Тактико-технические характеристики
Источники информации: Designation Systems
Общие сведения
- Самолёт-носитель — F-86D, F-89, F-94C, CF-100, F-102
- Категории поражаемых целей — легкобронированная военная техника
- Максимальная дальность стрельбы — 6000 метров
- Эффективная дальность стрельбы — до 3400 метров
- Скорость полёта ракеты — 600 м/с

Массо-габаритные характеристики
- Длина — 1200 мм
- Диаметр корпуса — 70 мм
- Масса — 8,4 кг

Боевая часть
- Тип БЧ — осколочно-фугасная с готовыми поражающими элементами
- Масса БЧ — 2,7 кг
- Тип взрывателя — мгновенного действия, срабатывание на контакт

Двигатель
- Тип двигателя — РДТТ
- Топливо двигателя — Н/Д
- Время работы двигателя — 1,3 с
- Длина двигателя — 998 мм
- Масса двигателя — 5 кг
- Тяга двигателя — 3,3 кН (340 кгс)